# مسجد حاج آقاعلی
این مسجد از یادگارهای حاج آقا علی زعیم الله تاجر معروف رفسنجانی در عصر قاجار است که مجموعه بازار، کاروانسرا، آب انبار، و مسجد چهل ستون در خیابان شریعتی کرمان از او باقی مانده‌است.
به قول مؤلف جغرافیای کرمان (ص ۱۶۹) «مردی که سی سال قبل ملک و مال نداشت، اکنون البته سالی ده هزار تومان مداخل دهاتش متجاوز است.»
او این مسجد را به سبک مسجد چهل ستون شیراز ساخت و در آن زمان بیش از یکصد هزار تومان خرج آن کرد. شیخ یحیی احمدي در كتاب فرماندهان کرمان به نقل از بهجة الصدور آورده‌است که حاج آقا علی این مبلغ را خرج احداث مسجد نمود.

## معماری
ساختمان مسجد حاج آقاعلی در سال ۱۲۸۶ هجری قمری پایان پذیرفته‌است. بنای مسجد مشتمل بر سردر، مناره، رواق، صحن، محراب و شبستان می‌باشد. در دوره اخیر مسجد را توسعه داده و الحاقیات مانند شبستان وسیع در شمال آن احداث کردند که بر وسعت و زیربنای آن افزوده شده‌است.
این مسجد دارای سردر بلند کاشی کاری با طاق مقرنس کاری است. دو مناره بلند استوانه ای شکل، مزین به کاشی، زینت بخش سردر مسجد می‌باشد. شبستان مسجد دارای چهار ستون سنگی، به ارتفاع دو متر و قطر بیست سانتیمتر که طاق‌های گنبدی شبستان روی آنها استوار شده‌است. در بالای محراب کتیبه ای از کاشی نصب شده و از داخل با مقرنس و گچ بری تزیین شده‌است. سردر، مناره گلدسته و محراب مسجد مزین به کاشی هفت رنگ (مینایی) می‌باشد.

## نگارخانه

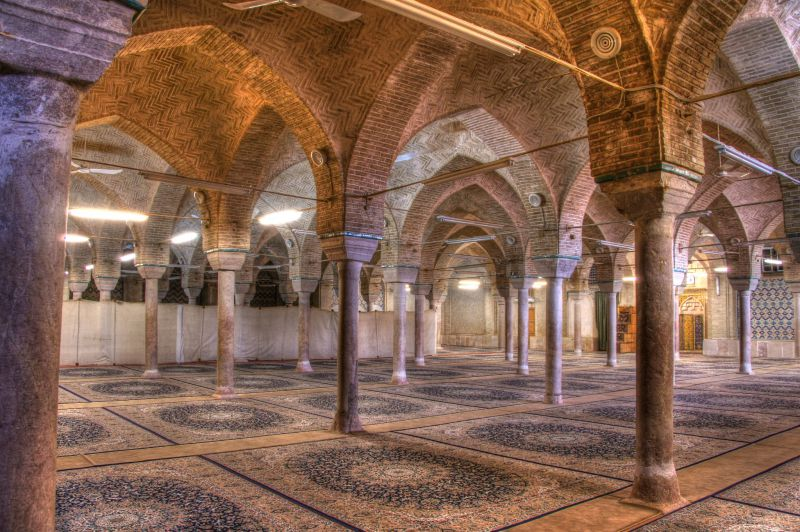
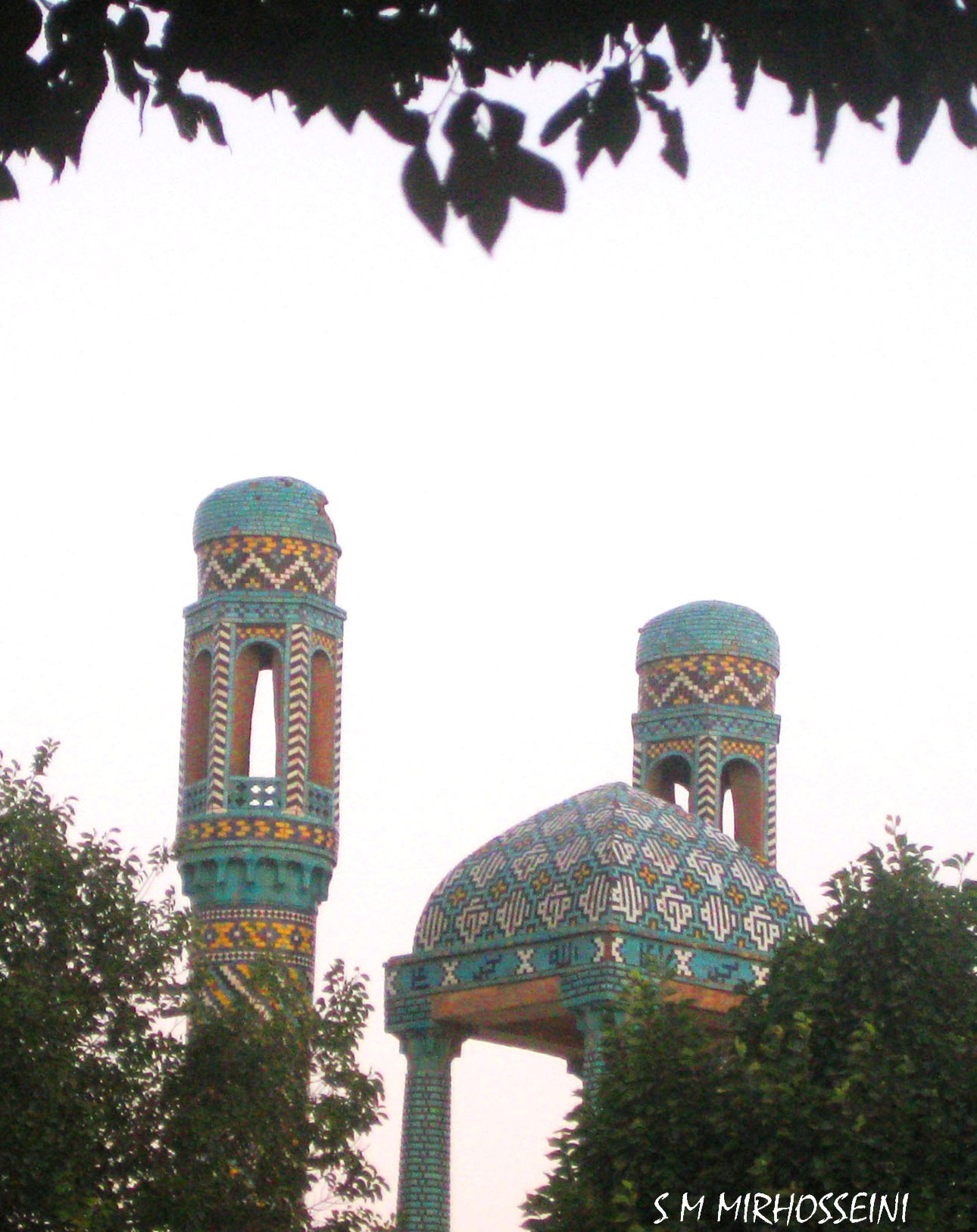
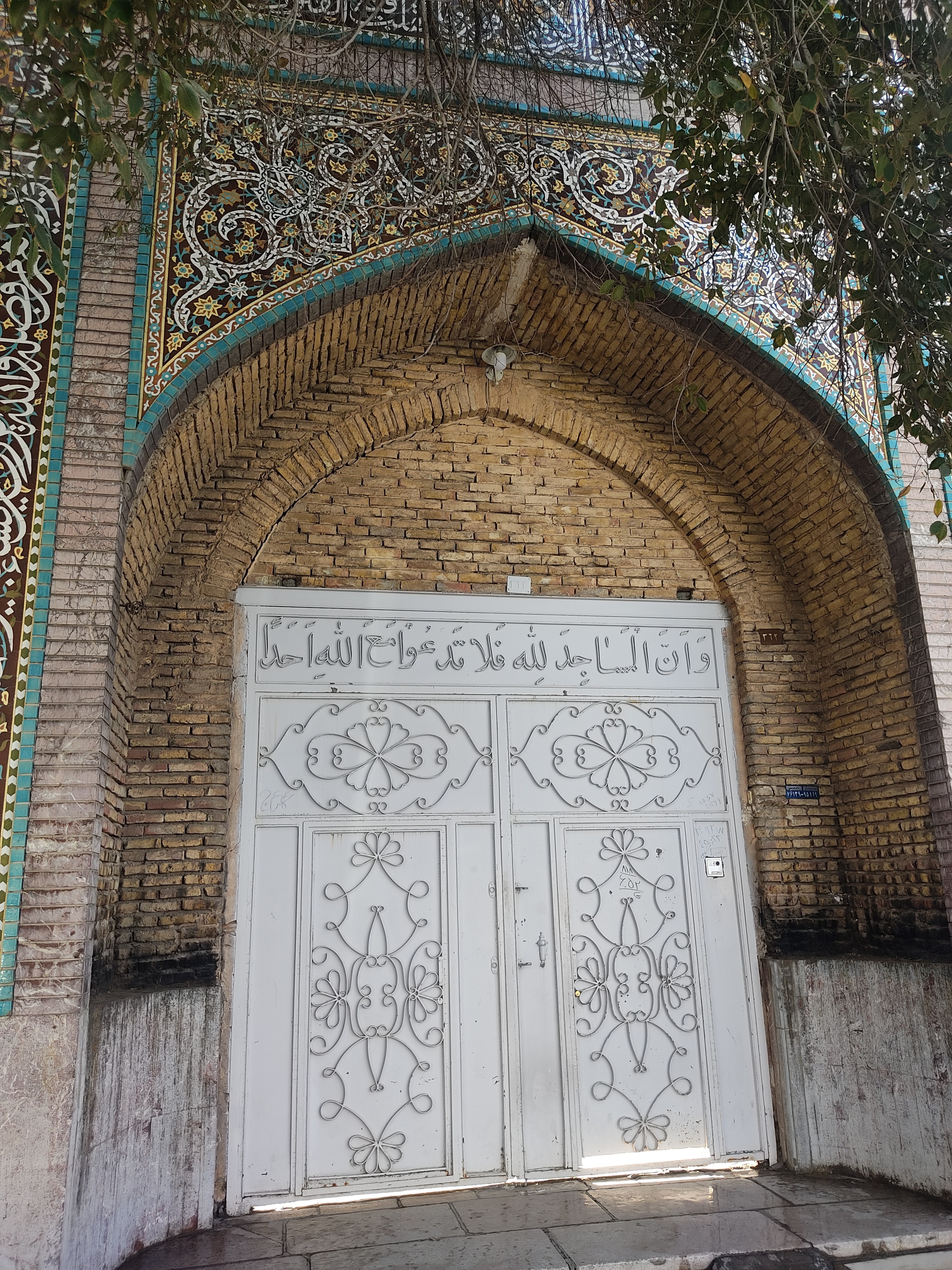